# Кудрявцев, Василий Дмитриевич
Василий Дмитриевич Кудрявцев (1898―1980) ― советский педагог и лингвист, Заслуженный деятель науки и техники Бурятской АССР, Заслуженный учитель школы Бурятской АССР. Доктор педагогических наук, профессор Иркутского университета.

## Биография
Родился 12 марта 1898 года в селе Абаканское (ныне Краснотуринск), Красноярский край.
Окончил Почтово-телеграфную школу. Участник Первой мировой войны, воевал на германском фронте в составе 41-го Сибирского стрелкового полка. В 1918 году вернулся в родное село Абаканское. Военная служба продолжалась в телеграфном отделении 1-го Среднесибирского инженерного дивизиона до 1919 года. Затем работал почтово-телеграфная контора в Красноярске.
В 1921 году поступил на словесно-историческое отделение Красноярского института народного образования. Через два года его институт вошел в состав педагогического факультета Иркутского университета. Был переведен на третий курс словесного отделения ИГУ. Окончил университет в 1925 году, защитив дипломную работу «Взаимоотношения литературы и обществоведения в трудовой школе».
Научные взгляды Кудрявцева формировались под влиянием профессоров М.К. Азадовского, Г.С. Виноградова, В.А. Малаховского, П.Я. Черных. Уже в студенческие годы он начинает исследования в области русской филологии. Принимал участие в многочисленных научных экспедициях, изучал историю и фольклор русского населения Сибири. Его фольклорные исследования были позднее опубликованы в сборнике «Сказки из разных мест Сибири», который высоко оценили не только в нашей стране, но и за рубежом. Его материалы по детскому фольклору вошли в труд профессора Виноградова «Русский детский фольклор».
Еще студентом ИГУ начал учительскую деятельность: работал заведующим начальной школой, обучал письму и чтению неграмотных красноармейцев, возглавлял бригаду студентов по изучению работы школ Нагорного района Иркутска.
Кудрявцева на 4-м курсе рекомендовали на научно-педагогическую работу в университете. Был избран по конкурсу ассистентом кафедры методики русского языка. После года работы ассистентом поступил в аспирантуру по методике русского языка, под научным руководством профессора Малаховского стал выполнять исследование по методике русского языка в нерусской школе.
Одновременно с обучением в аспирантуре с 1926 преподавал русский язык на бурятском и якутском отделениях педагогического факультета Иркутского университета и на рабфаке при ИГУ.
С открытием в 1932 году Бурятского педагогического института переехал в Улан-Удэ. Начал работать в пединституте в качестве заместителя директора по учебной и научной работе. С 1933 по 1943 год был заведующим кафедрой русского языка.
Все эти годы продолжал заниматься научной работой. В соавторстве с Б. Болодоном и А. Бадиным написал учебник «Первая книга по русскому языку для бурятской начальной школы», три учебника русского языка (для 2, 3 и 4 классов бурятской школы), затем учебник для 4–5 классов и книга для чтения, две монографии по методике русского языка и много журнальных статей. Ему была присуждена степень кандидата педагогических наук. Его учебники для бурятских школ неоднократно переиздавались.
В 1943 году вернулся в Иркутск, где до 1957 года заведовал кафедрой русского языка и языкознания в университете. По его инициативе в ИГУ было создано бурятское отделение на филологическом факультете.
В 1954 году успешно защитил докторскую диссертацию. Стал первооткрывателем многих вопросов преподавания русского языка в бурятской школе.
В 1955 году ему присвоено  звание профессора.
Продолжал исследования, посвященные сопоставлению разносистемных языков, вел активную преподавательскую и общественную работу, руководил аспирантами. Создатель методической школы преподавания русского языка в национальных школах Сибири.
Кудрявцев установил закономерности ошибок в обучении русскому языку, специфика которых обусловлена артикуляционной базой, фонетической системой и грамматическим строем родного языка. Его работы способствовали развитию методики преподавания русского языка как неродного.
Подготовил 26 кандидатов наук и 25 докторов наук. Его ученики работают в школах и вузах России, в Монголии, среди них заслуженные учителя, кандидаты и доктора наук, доценты и профессора.
Умер 16 февраля 1980 года в Иркутске.

## Награды и звания
- Орден «Знак Почета»
- Медаль «За доблестный труд в Великой Отечественной войне 1941–1945 гг.»
- Медаль К.Д. Ушинского
- Нагрудный знак «Отличник народного просвещения»
- Государственные награды Монголии и др.
- «Заслуженный деятель науки Бурятской АССР» (1963)
- «Заслуженный учитель школы Бурятской АССР»